# Конюшенная улица (Павловск)
Коню́шенная улица — улица в городе Павловске (Пушкинский район Санкт-Петербурга). Проходит от Садовой улицы до улицы Правды.
Первоначально состояла из двух улиц — Почто́вой (от Садовой улицы до Гуммолосаровской) и Но́во-Почто́вой (от Гуммолосаровской до Правды). Почтовая улица известна с 1798 года, однако происхождение не установлено. С 1790-х годов зафиксирован топоним Ново-Почтовая улица (дан по Почтовой улице).
В 1840-х годах Почтовая улица стала Конюшенной — по придворным конюшням, находящимся в начале улицы (дом 2). Они были построены в 1786—1792 годах архитекторами Ч. Камероном и В. Бренной. Сегодня здание признано объектом культурного наследия федерального значения.
26 июля 1840 года Ново-Почтовую улицу переименовали в Голо́вкинскую — вероятно, в честь графа П. Г. Головкина, первого владельца Павловска.
Примерно в 1918 году Конюшенную и Головкинскую улицы объединили под общим названием улица Кра́сных Зорь. Топоним связан с проявлением революционных настроений.
11 июня 2003 года улице вернули название Конюшенная, при этом выделять из её состава Головкинскую улицу не стали.

## Перекрёстки
- Садовая улица
- улица Первого Мая
- Песчаный переулок
- Медвежий переулок
- Госпитальная улица
- Гуммолосаровская улица
- улица Правды